# Радиошляпа

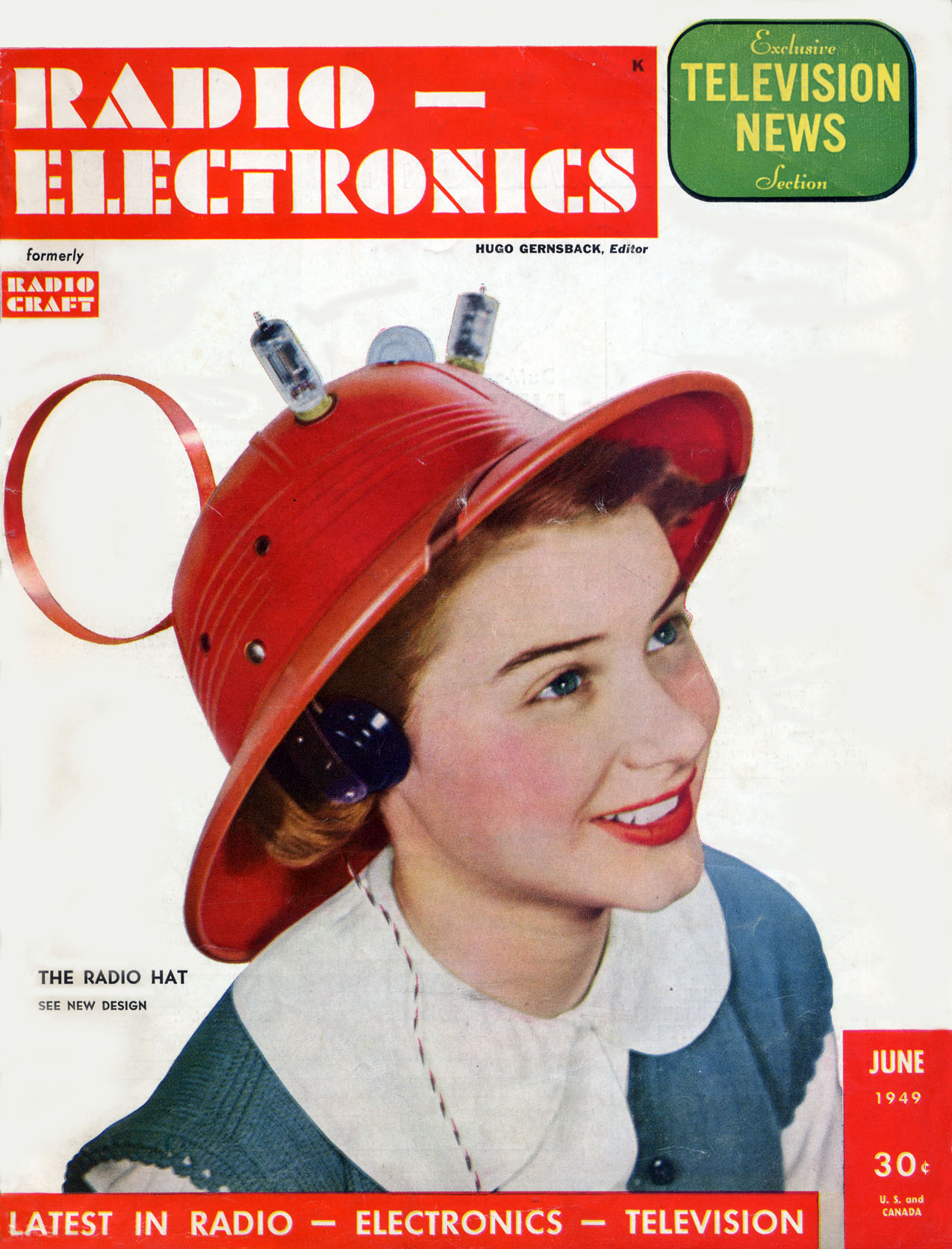

Радиошляпа — сувенирный ламповый радиоприёмник прямого усиления, выполненный в виде шляпы. Выпущен в США компанией Merri-Lei Corporation в начале 1949 года и продавался за 7,95 долл. под названием «Радиошляпа марсианина»
Электронные лампы, рамочная антенна и ручка настройки были важным элементом внешнего вида приёмника. Шляпа выпускалась в восьми цветах.

## Описание схемы

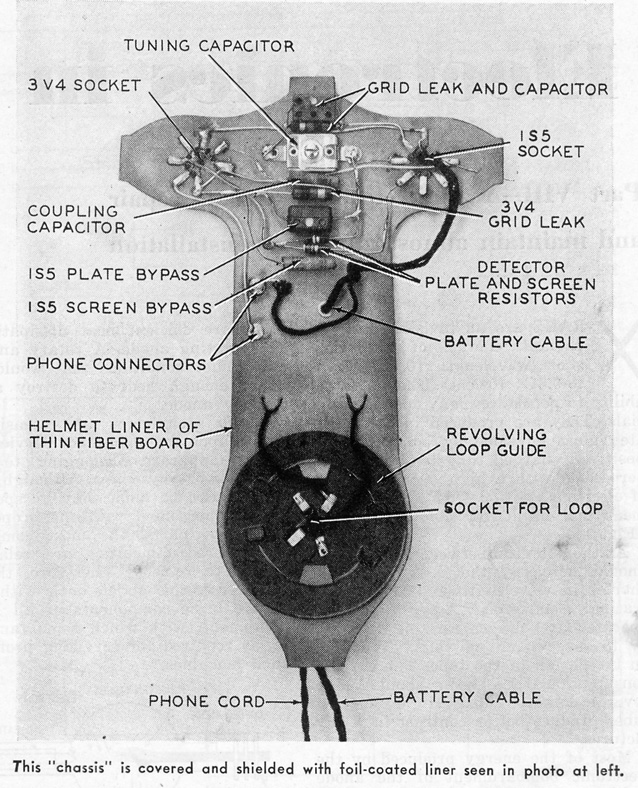
Гибкое шасси радиошляпы, вид изнутри

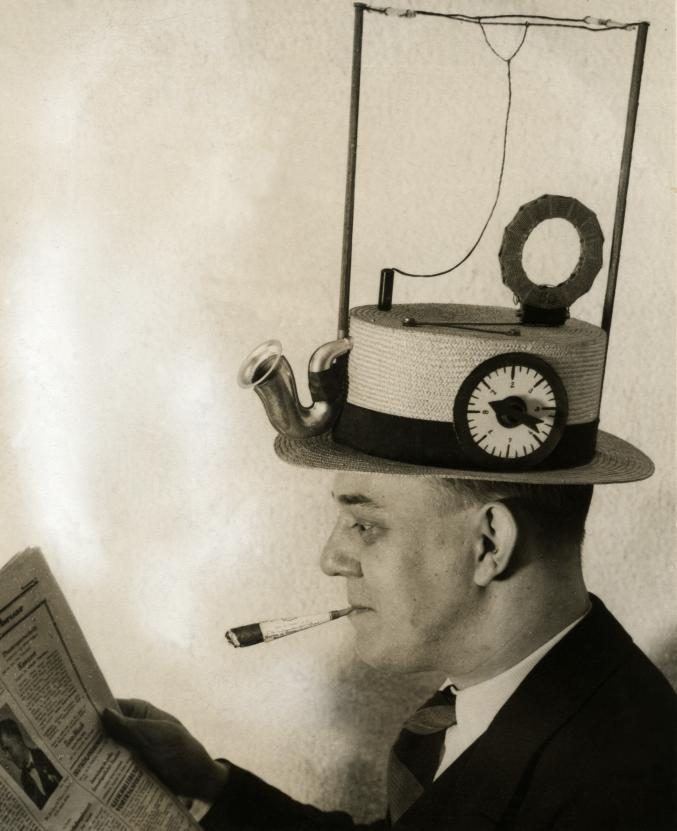
Радиошляпа 1931 года. Подтверждения, что на снимке реальное устройство, а не шуточный макет, не обнаружено.

Приёмник собран на двух пальчиковых пентодах прямого накала. Первая лампа, типа 1S5 (отечественный аналог — 1Б1П), является детектором, а вторая, 3V4 — усилителем низкой частоты, к выходу которого подключаются наушники. Из соображений безопасности потребителя анодное напряжение было выбрано очень низкое — 22,5 В (обычно батарейные ламповые приёмники работали с анодным напряжением от 70 до 120 В). Элементы радиошляпы размещены на гибкой полимерной плате Т-образной формы, она вставлялась в тулью шляпы. Рамочная антенна одновременно служит катушкой индуктивности входного колебательного контура. Ручка настройки была выведена наружу на тулью, между торчащими вверх лампами. Ёмкости анодно-накальной батареи достаточно для 20 часов непрерывной работы приёмника. Батарея подключалась к приёмнику кабелем, её нужно было носить в кармане.